# Nationale Fahrradroute 2 (Norwegen)
Die Nationale Fahrradroute 2 ist eine von neun Radfernwegen in Norwegen. Die Strecke ist etwa 360 km lang (inkl. der Fährverbindungen), ist von Skien bis Lysebotn beschildert und wird auch als Kanalruta bezeichnet.
Die Strecke von Skien nach Dalen verläuft parallel zum Telemarkkanal. Von Lysebotn nach Forsand muss die Fähre benutzt werden.

## Galerie

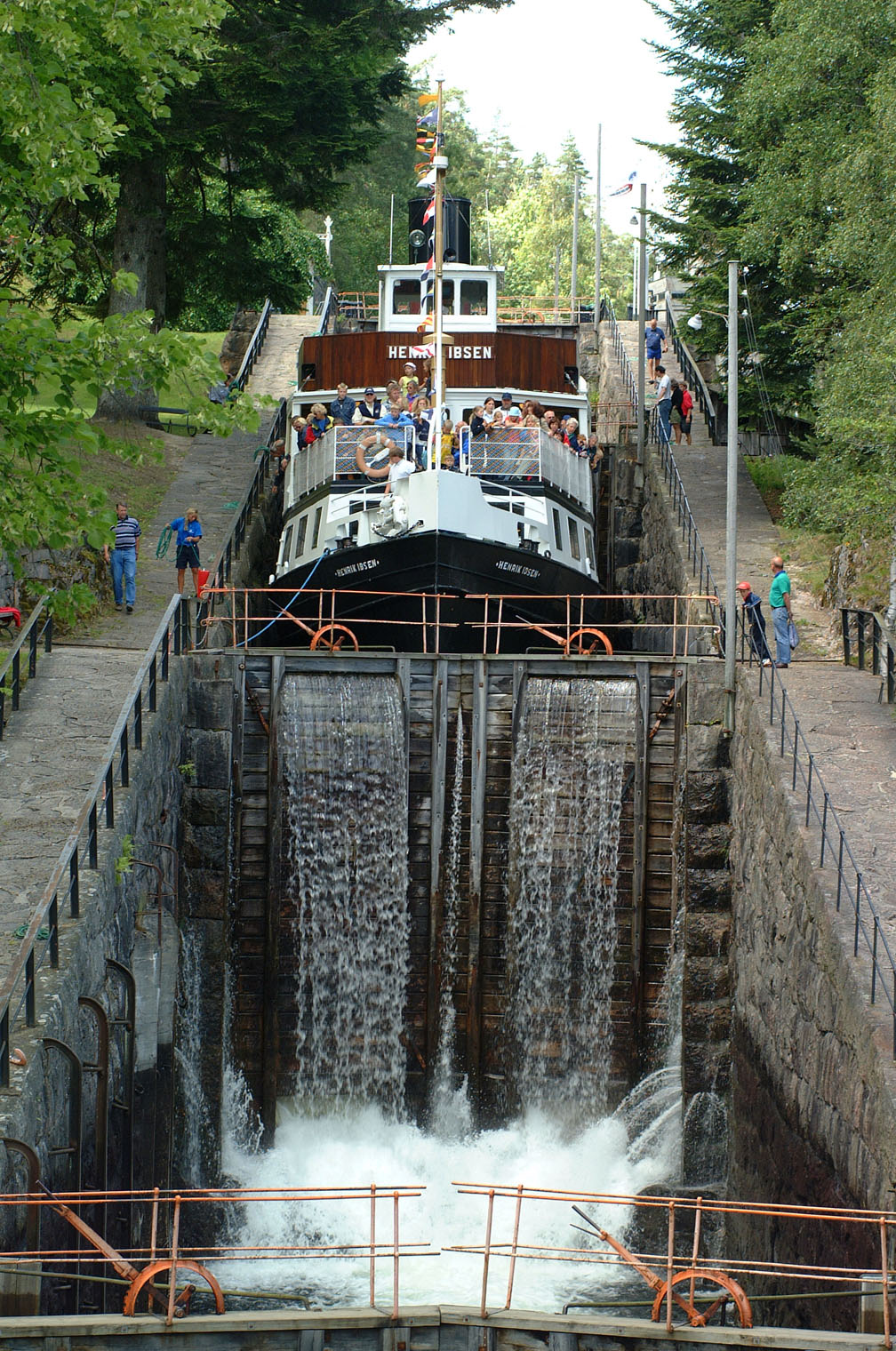
Vrangfoss
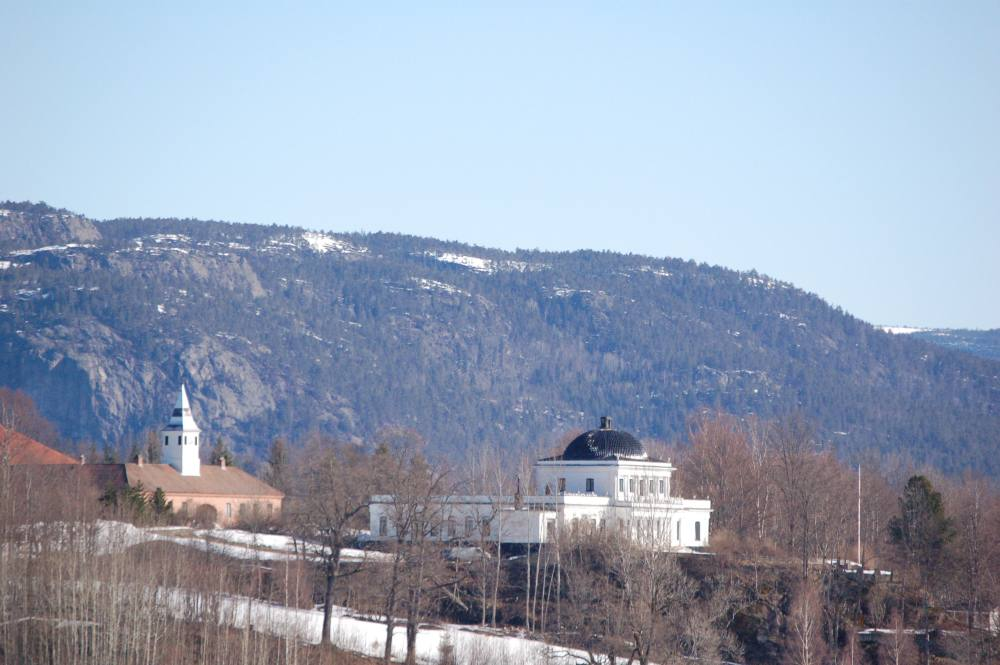
Ulefoss
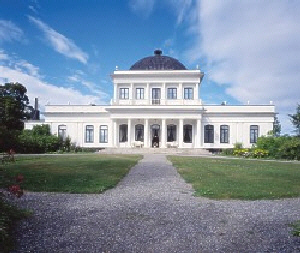
Ulefoss
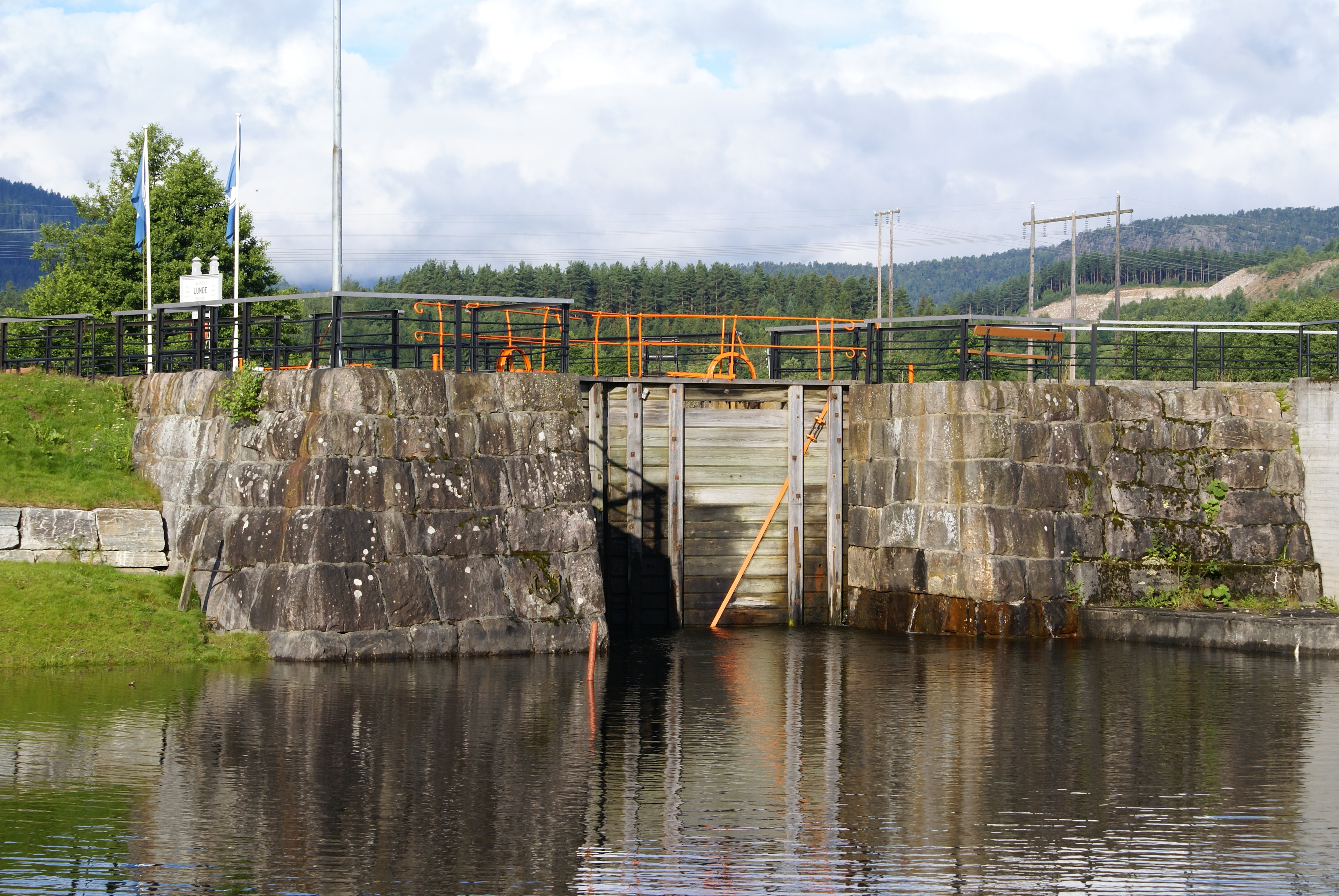
Schleuse bei Nome